# 耳枪鱿属
耳枪鱿属（学名：Amphorateuthis），是耳乌贼科下的一个属。其惟一种Amphorateuthis alveatus是印度洋产的一种短尾鱿鱼。其特点是雄性在须臂上有独特纹样，成熟的雄性在II和IV对须臂上有多排长形的吸盘。
这种鱿鱼只得到4个标本。完整样本和副样本1号来自坦桑尼亚西部6°51′S 39°54′E处。3号样本实际上是在一条40英尺深的拖网在深度达100m的海中捕得的。2号样本（英文WIKI有2号样本的图片）得自于6°48′S 39°51′E。